# Jill McKnight
Pour les articles homonymes, voir McKnight.
Jill McKnight, née le 31 mai 1979, est une femme politique et femme d'affaires canadienne en Colombie-Britannique.
Elle est députée fédérale libérale de la circonscription britanno-colombienne de Delta depuis avril 2025 . Le mois suivant, elle est nommée ministre des Anciens Combattants et ministre associée à la Défense nationale (en) dans le gouvernement du premier ministre Mark Carney.

## Biographie
Née à Delta en Colombie-Britannique, McKnight complète un Bachelor of Commerce in Entrepreneurial Business de l'université de Victoria.
Pendant une vingtaine d'années, elle travaille dans l'entreprise familiale de Ladner qui œuvre à offrir aux consommateurs des denrées des producteurs et fabricants locaux.
Avant son entrée en politique, elle occupe la fonction de directrice exécutive de la chambre de commerce de Delta et s'occupe à la défense des entreprises locales et des résidents. Elle sert aussi comme présidente de la Ladner Business Association après plus de cinq années d'implication dans l'organisme.
McKnight s'implique aussi dans plusieurs levées de fonds pour des organismes communautaires dont Ladner Business Association, la Delta Hospital Foundation, la BC Cancer Foundation et Dress for Success avec des sommes totalisant plus de 250 milles dollars.

## Récompenses
- Delta Volunteer of the Year, Chambre de commerce de Delta en 2019[5]
- Médaille du jubilé de platine d'Élisabeth II, Service communautaire exemplaire en 2022[6]
- Médaille du couronnement de Charles III, Leadership communautaire en 2024[7]